# Rue Buffon (Nantes)
Pour les articles homonymes, voir Rue Buffon.
La rue Buffon est une voie de Nantes, en France.

## Situation et accès
Située dans le centre-ville de Nantes, la  rue Buffon, qui relie la rue Franklin à la rue Copernic, est bitumée et ouverte à la circulation automobile. Elle ne rencontre aucune autre voie.

## Origine du nom
La voie est dénommée en hommage au célèbre naturaliste Georges-Louis Leclerc de Buffon. 

## Historique
Elle a précédemment porté le nom de « rue Montesquieu », avant d'être rebaptisée « rue Esprit-des-Lois » par arrêté du maire le 31 août 1848, à la demande des propriétaires qui souhaitaient « anéantir la précédente mauvaise réputation de cette rue et lui en constituer une meilleure », après des travaux ayant supprimé les « maisons publiques qui la composaient ». Elle porte ce nom au moins jusqu'en 1900, et prend celui de Buffon au plus tard en 1906.